# Robert Jacob Fruin

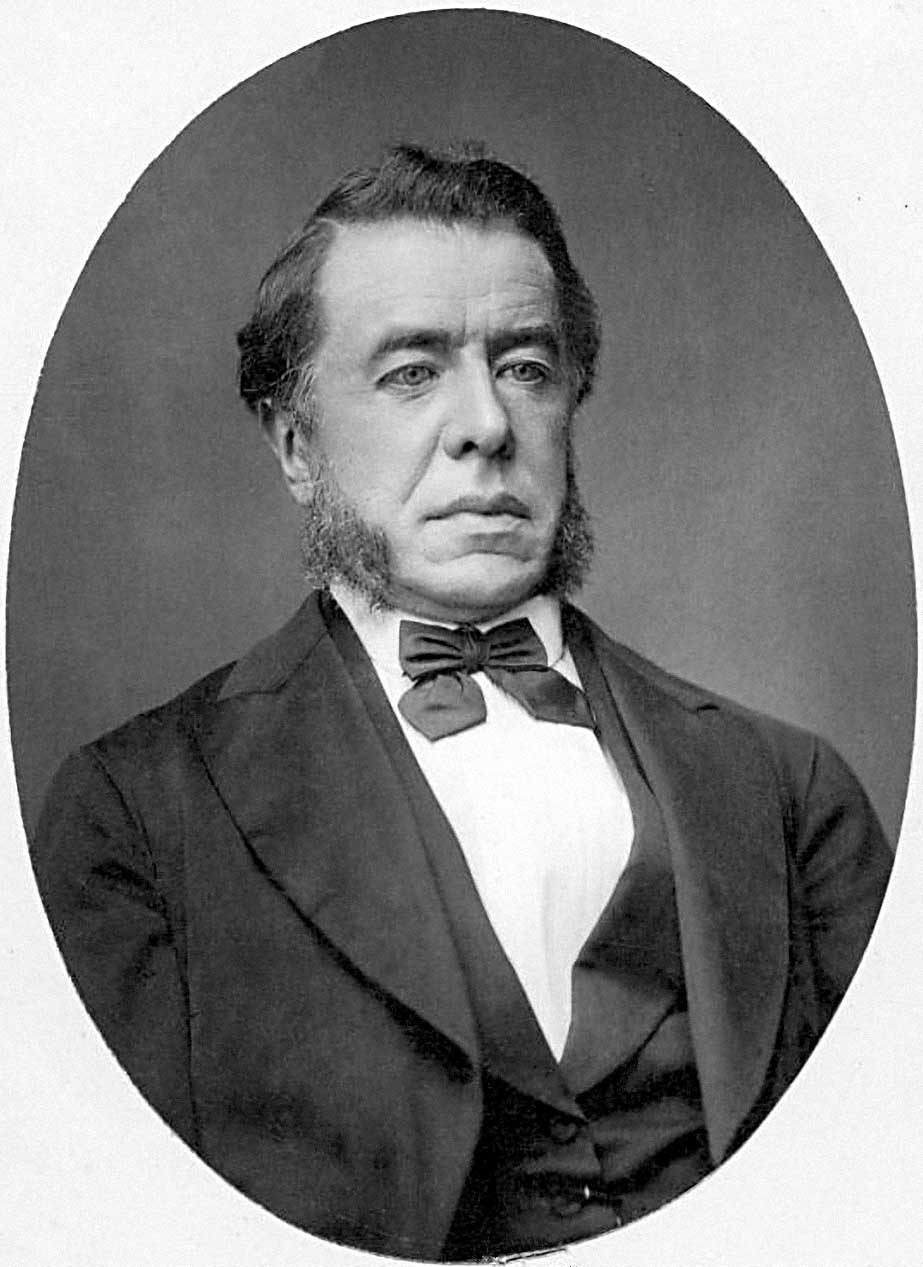
Robert Jacob Fruin

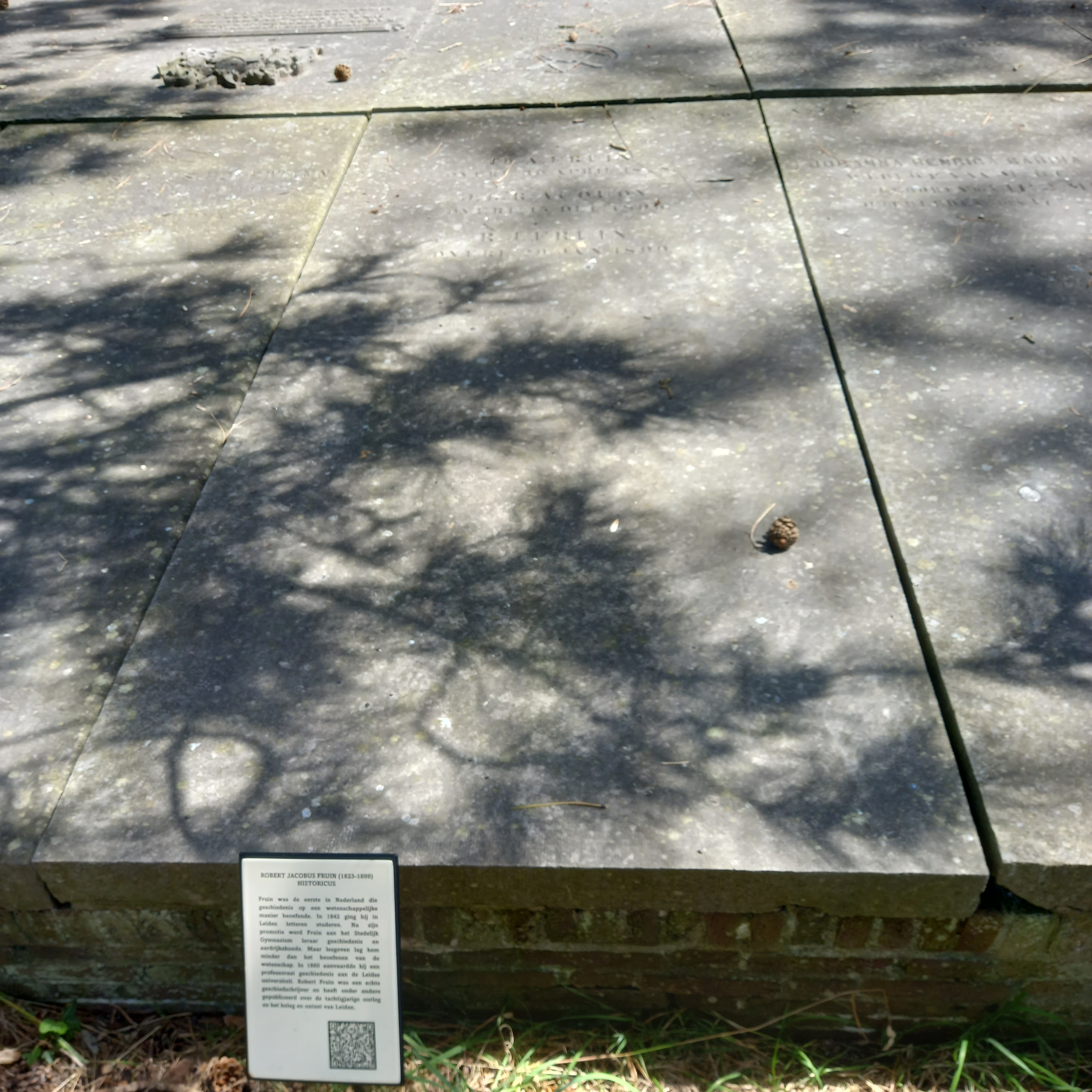
Das Grab von Robert Jacob Fruin auf dem Friedhof Groenesteeg in Leiden

Robert Jacob Fruin auch: Robert Jacobus Fruin (* 14. November 1823 in Rotterdam; † 29. Januar 1899 in Leiden) war ein niederländischer Historiker.

## Leben
Robert Jacob stammte aus einer niederländischen Apothekerfamilie, die ihren Ursprung in England hatte. Sein Vater war der Apotheker Robert Fruin (* 22. September 1776 in Rotterdam; † 23. Januar 1845 ebenda) und seine Mutter Elisabeth Maria Perk (* 26. Januar 1794 in Rotterdam; † 23. August 1870 ebenda). In seiner Geburtsstadt besuchte er ab 1837 das Erasmusgymnasium und begann im September 1842 an der Universität Leiden ein Studium der philosophischen Wissenschaften. Hier wurden vor allem Willem Leonard Mahne (1772–1852), Petrus Hofman Peerlkamp, John Bake, Matthijs Siegenbeek, Johannes Matthias Schrant der Ältere und Jacob Geel (1789–1862) seine prägenden Lehrer.
Vor allem aber konnte ihn der Leidener Museumsdirektor Conradus Leemans (1829–1883) für geschichtliche Studien begeistern. Anfänglich spezialisierte er sich auf Ägyptologie und promovierte 1847 mit der Arbeit De Manethone Sebennyta librorumque ab eo scriptorum reliquiis zum Doktor der Philosophie. Danach lebte er in Utrecht, wo er sich weiter bei Cornelis Willem Opzoomer (1821–1892) mit der Geschichte von Griechenland, sowie von Rom beschäftigte und verfolgte die neuere Geschichte seines Landes. Dabei legte er vor allem Wert auf die Geschehnisse des Jahres 1848. 1849 wurde er Lehrer der Geschichte am städtischen Gymnasium in Leiden und machte sich mit zahlreichen Publikationen einen Namen. 1851 wurde er hier Mitglied der Gesellschaft der niederländischen Literatur in Leiden.
Nachdem man ihn 1859 zum Prorektor des Leidener Gymnasiums befördert hatte, wurde er am 4. Mai 1859 als Mitglied der Königlich Niederländischen Akademie der Wissenschaften aufgenommen. Am 20. Februar 1860 berief man Fruin zum Professor für vaterländische Geschichte an die Universität Leiden. Diese Aufgabe übernahm er am 1. Juni 1860 mit der Antrittsrede De onpartijdigheid van den geschiedschrijver. Als solcher beteiligte er sich auch an den organisatorischen Aufgaben der Hochschule und war 1877/78 Rektor der Alma Mater. Diese Aufgabe legte er mit der Rede Over de plaats, die de geschiedenis in den kring der wetenschappen inneemt nieder. Am 21. Mai 1894 wurde er emeritiert, hielt am 1. Juni seine Abschiedsrede und verabschiedete sich am 18. September 1894 in den Ruhestand. Im selben Jahr wurde er als assoziiertes Mitglied in die Académie royale des Sciences, des Lettres et des Beaux-Arts de Belgique aufgenommen. Seit 1868 war er korrespondierendes Mitglied der Bayerischen Akademie der Wissenschaften.
Er war einer der maßgebenden niederländischen Historiker in der zweiten Hälfte des 19. Jahrhunderts, der versuchte eine Forderung nach Unparteilichkeit und Quellenorientierung zu etablieren. Er entsprach in seiner Gesinnung und Auftreten aber vielmehr der liberalen politischen Auffassung seiner Zeit, im Sinne eines Johan Rudolf Thorbecke.

## Werke (Auswahl)
Fruin hat über 150 größere und kleiner geschichtliche Abhandlungen verfasst.
- Het antirevolutionaire staatsregt van mr. G. Groen van Prinsterer ontvouwd en beoordeeld. Amsterdam 1853
- De antirevolutionaire bezwaren van mr. Groen van Prinsterer tegen onzen staat en onze maatschappijm overwogen. Amsterdam 1854
- De onpartijdigheid van den geschiedschrijver. Amsterdam 1860
- Tien jaren uit den tachtigjarigen oorlog 1588-98. Amsterdam 1861; Den Haag 1882; 1889; 1897; 1904
- Repertorium der verhandelingen en bijdrctgen betreffende de geschiedenis des vaderlands, in mengelwerken en tijdschriften tot op 1860 verschenen. Leiden, 1863
- Politieke moraliteit. Open brief aan mr. G. Groen van Prinsterer. Leiden 1864
- Naschrift op den Open brief aan Mr. G. Groen van Prinsterer. Leiden 1864
- Antwoord op N°. VIn en N°. IX van de Vliegende blaadjes aan de kiezers van Mr. G. Groen van Prinsterer. Leiden 1864
- Register van Academische dissertatiën en oratiën betreffende de geschiedenis des vaderlands. Aanhangsel op het Repertorium van verhandelingen en bijdragen bijeengebracht en gerangschikt door de Commissie van geschied- en oudheidkunde van de Maatschappij der Nederlandsche Letterkunde. Leiden 1866
- Informaeie up den staet faeulteyt ende gelegentheyt van de steden ende dorpen van Hollant ende V rieslant om daernae te reguleren de nyeuwe sehiltaele gedaen in den jaere MDXIV. Leiden 1866
- Supplement op het Repertorium der verhandelingen en hij dragen betreffende de geschiedenis des vaderlands, in mengelwerkell en tijdschriften tot op 1870 verschenen. Leiden 1872
- Enqneste ende Informatie upt stuck van der reductie ende reformatie van den Schiltaelen, voertijts getaxeert ende gestelt geweest over de landen van Hollant ende Vrieslant. Leiden 1876
- Zettingen en omslagen van 1496, 1515 en 1518. Bijvoegsel op de uitgaven der Informatie van 1514 en der Enqueste van 1494, vanwege de Maatschappij der Nederlandsche Letterkunde. Leiden 1877
- Overblijfsels van geheugchenis, der bisonderste voorvallen, in het leeven van den Beere COENRAET DROSTE, terwijl hij gedient heeft in Veld- en Zee-slaagen, Belegeringen en Ondernemingen. Als ook mede sijn verdere bejegeningen aan en in verscheyde vreemde Hoven en Landen. Leiden 1879, 2. Bde.
- Tweede Supplement op het Repertorium der verhandelingen en bijdragen betreffende de geschiedenis des vaderlands, in mengel werken en tijdschriften tot op 1880 verschenen. Leiden 1884
- The Tragedy of John van Olden Barnavelt. Herdrukt naar de uitgave vall A. H. Bullen met een illieiding van R. Fruin. Den Haag 1884
- Uittreksel uit FRANCISCI DUSSELDORPII Annales 1566–1616. Den Haag 1893
- Verspreide geschriften. 1900–1905, 10 Bde. (Gesamtausgabe seiner Werke)